# Batman (fumetto)
Batman è stata una serie a fumetti dedicata al supereroe omonimo pubblicata negli Stati Uniti d'America dalla DC Comics dal 1940 al 2011. La serie ebbe poi due rilanci editoriali, nel 2011 e nel 2016 quando la serie ripartì da capo la numerazione. Il primo numero della prima serie nel 2012 ha raggiunto quotazioni superiori ai 500000 $.

## Storia editoriale
La DC Comics, in maniera simile a quanto già avvenuto per Superman che dopo aver esordito sulla testata Action Comics venne pubblicato anche su una nuova testata omonima, fece esordire il personaggio di Batman sul n. 27 della collana Detective Comics con l'episodio Il caso del sindacato chimico, per poi fare esordire una nuova testata omonima del personaggio. A differenza però di Superman che presentava la ristampa di storie già edite come strisce giornaliere sui quotidiani, quella dedicata a Batman pubblicava storie inedite realizzate dagli stessi autori delle storie pubblicate su Detective Comics. Ben presto l'albo divenne a cadenza bimestrale, affiancandosi a Detective e a World's Finest Comics, rivista che presentava avventure di Batman, Robin (spesso da solo sulle pagine di Star Spangled Stories), Superman e altri grandi personaggi di casa DC Comics.
Sul primo numero della nuova testata esordirono inoltre comprimari storici del protagonista come Joker, Hugo Strange e Catwoman. È su questa testata che faranno il loro esordio la batmobile, Robin, il maggiordomo Alfred, e il Cappellaio Matto. Durante il corso della sua lunga storia la testata vede anche l'esordio di Killer Moth (n. 63 del 1951), Mister Freeze (n. 121 del febbraio 1959), Batgirl (Bette Kane sul n. 139, 1961), Poison Ivy (n. 181 del giugno 1966), Lucius Fox (n. 307 del gennaio 1979), Killer Croc (n. 357 del gennaio 1984), Maschera Nera (n. 386 dell'agosto 1985), David Cain e della figlia Cassandra, quarta Batgirl (n. 567, luglio 1999).